# Герои Российской Федерации — Х

В настоящем списке представлены в алфавитном порядке Герои Российской Федерации, чьи фамилии начинаются с буквы «Х». Список содержит информацию о роде войск (службе, деятельности) Героев на время присвоения звания, дате рождения, месте рождения, дате смерти и месте смерти Героев.
 Серым цветом в таблице выделены Герои, награждённые посмертно. 
| №  | Фото | Фамилия Имя Отчество               | Род войск, служба    | Годы жизни                       | Место рождения                                                   | Место гибели (смерти)                            |       |
| -- | ---- | ---------------------------------- | -------------------- | -------------------------------- | ---------------------------------------------------------------- | ------------------------------------------------ | ----- |
| 1  |      | Хабибуллин, Ряфагать Махмутович    | авиация              | 28 марта 1965 — 8 июля 2016      | Вязовый Гай, Старокулаткинский район, Ульяновская область, РСФСР | район г. Пальмира, провинция Хомс, Сирия         |       |
| 2  |      | Хаиркизов, Качибатыр Алимурзаевич  | Партизан             | 16 февраля 1918 — 8 июня 1943    | с. Верхняя Мара, Карачаевская АО, РСФСР                          | Витебская область, Белорусская ССР               | [ 1 ] |
| 3  |      | Хайрудинов, Сергей Рафикович       | ВВ МВД               | род. 1981                        | Грозный, Чечено-Ингушская АССР, РСФСР                            |                                                  |       |
| 4  |      | Хайруллин, Газинур Гарифзянович    | Гражданская авиация  | род. 10 сентября 1961            | с. Старое Дрожжаное, Татарская АССР, РСФСР                       |                                                  | [ 2 ] |
| 5  |      | Халиков, Радим Абдулхаликович      | ФПС                  | 8 декабря 1970 — 15 декабря 2003 | дер. Орта-Стал, Дагестанская АССР, РСФСР                         | Республика Дагестан                              |       |
| 6  |      | Хамитов, Александр Радикович       | Пехота и мотострелки | род. 12 сентября 1975            | Челябинск, Челябинская область, РСФСР                            |                                                  |       |
| 7  |      | Хамхоев, Адам Ерахович             | Десантные войска     | 24 июня 1991 — 20 мая 2022       | Чечено-Ингушская АССР, РСФСР                                     | район Северодонецка, Украина                     |       |
| 8  |      | Ханалиев, Умар-Паша Юсупович       | ФСБ                  | род. 3 октября 1951              | Мырза-Аке, Ошская область, Киргизская ССР                        |                                                  | [ 3 ] |
| 9  |      | Харин, Станислав Анатольевич       | спецназ ГРУ          | род. 5 июня 1967                 | Кадиевка, Луганская область, Украинская ССР                      |                                                  |       |
| 10 |      | Харченко, Николай Николаевич       | Бронетанковые войска |                                  | Павловская, Павловский район, Краснодарский край                 |                                                  |       |
| 11 |      | Харьков, Николай Николаевич        | Десантные войска     |                                  | Кунгурский район, Пермская область, РСФСР                        |                                                  | [ 4 ] |
| 12 |      | Хатуев, Молди Аюбович              | МВД                  | 30 января 1979 — 17 декабря 2008 | Грозный, Чечено-Ингушская АССР, РСФСР                            | Аргун, Чечня                                     |       |
| 13 |      | Хашегульгов, Султан Юсупович       | Артиллерия           |                                  |                                                                  |                                                  |       |
| 14 |      | Хименко, Алексей Олегович          | Пехота и мотострелки | род. 28 марта 1997               | Луганская область, Украина                                       |                                                  |       |
| 15 |      | Хихин, Сергей Анатольевич          | Десантные войска     | 27 апреля 1974 — 4 октября 1993  | Чапаевск, Куйбышевская область, РСФСР                            | Москва                                           |       |
| 16 |      | Хмелёв, Олег Петрович              | ФПС                  | род. 17 марта 1972               | Уральск, Западно-Казахстанская область, Казахская ССР            |                                                  | [ 5 ] |
| 17 |      | Хмелевской, Андрей Александрович   | МВД                  | 21 марта 1977 — 5 марта 2000     | Курск, Курская область, РСФСР                                    | Чечня                                            |       |
| 18 |      | Хмыров, Всеволод Леонидович        | ВМФ                  | род. 19 июля 1951                | Рени, Одесская область, Украинская ССР                           |                                                  |       |
| 19 |      | Хоменко, Игорь Владимирович        | Десантные войска     | 18 января 1967 — 22 августа 1999 | п. Усть-Нера, Оймяконский район, Якутская АССР, РСФСР            | высота «Ослиное ухо», Ботлихский район, Дагестан |       |
| 20 |      | Хонахбеев, Сергей Валериевич       | Пехота и мотострелки | 25 июня 1979 — 14 июня 2023      | Старобешево, Донецкая область, Украинская ССР                    | Украина                                          |       |
| 21 |      | Хоперсков, Григорий Константинович | ФСБ                  | род. 17 ноября 1946              | хутор Гусев, Каменский район, Ростовская область, РСФСР          |                                                  |       |
| 22 |      | Хохлачёв, Александр Митрофанович   | авиация              | 1 февраля 1918 — 30 июня 1941    | ст. Потёмкинская, Область Войска Донского, РСФСР                 | Даугавпилс, Латвийская ССР                       | [ 6 ] |
| 23 |      | Храмов, Анатолий Геннадьевич       | ВМФ                  | род. 15 октября 1958             | Ленинград, РСФСР                                                 |                                                  |       |
| 24 |      | Храпцов, Сергей Иванович           | авиация              | род. 2 августа 1949              | Райчихинск, Амурская область, РСФСР                              |                                                  |       |